# La Luz (Gómez Palacio)
La Luz es una localidad del estado mexicano de Durango. Es parte del municipio de Gómez Palacio.

## Demografía
| Gráfica de evolución demográfica |
|                                  |

| Censo | Población |
| ----- | --------- |
| 1980  | 743       |
| 1990  | 740       |
| 2000  | 841       |
| 2010  | 983       |
| 2020  | 1 064     |